# Canton de Perreux
Le canton de Perreux est une ancienne division administrative française située dans le département de la Loire et la région Rhône-Alpes.

## Géographie
Ce canton était organisé autour de Perreux dans l'arrondissement de Roanne. Son altitude varie de 255 m (Perreux) à 542 m (Montagny) pour une altitude moyenne de 377 m.

## Histoire
Depuis le nouveau découpage territorial de la Loire par décret du 26 février 2014, les communes de Commelle-Vernay, Le Coteau, Notre-Dame-de-Boisset, Parigny, Perreux et Saint-Vincent-de-Boisset ont rejoint le canton du Coteau. Les communes de Combre, Coutouvre et Montagny ont rejoint le canton de Charlieu.

## Représentation

### Conseillers d'arrondissement (de 1833 à 1940)
| Période                                  | Période | Identité                 | Étiquette       | Qualité |
| ---------------------------------------- | ------- | ------------------------ | --------------- | --- |
| 1833                                     | 1848    | Claude Marie Varinard    |                 | Notaire à Perreux                                                                                           |
|                                          |         |                          |                 | |
| 1861                                     | 1867    | Louis Monchanin-Desparas |                 | Maire de Perreux                                                                                            |
| 1867                                     |         | Jean Mathieu Pétra       |                 | Maire de Montagny                                                                                           |
|                                          |         |                          |                 | |
| 1886                                     | 1887    | Simon Dugoujard          | Droite          | Notaire à Montagny                                                                                          |
|                                          |         |                          |                 | |
| 1931                                     | 1940    | M. Perrault              | Union nationale | |
| 1940                                     |         |                          |                 | Les conseils d'arrondissement ont été suspendus par la loi du 12 octobre 1940 et n'ont jamais été réactivés |
| Les données manquantes sont à compléter. |         |                          |                 | |

### Conseillers généraux de 1833 à 2015
| Période | Période      | Identité                                                          | Étiquette                              | Qualité |
| ------- | ------------ | ----------------------------------------------------------------- | -------------------------------------- | --- |
| 1833    | 1839         | Duc Louis Alix Nompère de Champagny Marquis de Cadore (1796-1870) |                                        | Pair de France Ambassadeur de France à Rome Maire de Saint-Vincent-de-Boisset                                                           |
| 1839    | 1840         | M. Duvernay                                                       |                                        | Propriétaire |
| 1840    | 1848         | Baron Pierre Bourlier d'Ailly (1794-1877)                         |                                        | Ancien écuyer du Roi Propriétaire à Parigny                                                                                             |
| 1848    | 1855         | Alphonse Vaysse de Rainneville                                    |                                        | Membre du Conseil d'État Propriétaire à Perreux, député (1846-1848) Secrétaire général du Conseil supérieur du commerce et des colonies |
| 1855    | 1860         | Duc Louis Alix de Champagny de Cadore                             |                                        | Propriétaire, Pair de France |
| 1860    | 1871         | Marquis Camille de Champagny de Cadore (fils du précédent)        |                                        | Secrétaire d'ambassade, chambellan de Napoléon III Propriétaire du château de Saint-Vincent                                             |
| 1871    | 1874         | Georges Sonnery (1835-1906)                                       |                                        | Fabricant de mousseline Président de la chambre de commerce de Tarare Maire de Perreux                                                  |
| 1874    | 1878 (décès) | Francisque Chaverondier (1811-1878)                               |                                        | Industriel (textile) à Roanne |
| 1878    | 1887 (décès) | Férréol Reuillet                                                  | Gauche républicaine                    | Médecin à Roanne, député (1885-1887) |
| 1887    | 1892         | Simon Dugoujard                                                   | Droite                                 | Notaire à Montagny, conseiller d'arrondissement                                                                                         |
| 1892    | 1904         | André Robert                                                      | Républicain (Gauche)                   | |
| 1904    | 1919         | Joannès Dechelette                                                | Conservateur                           | Maire de Montagny |
| 1919    | 1922         | Louis Cherpin (1880-1963)                                         | Républicain                            | Maire de Saint-Vincent-de-Boisset |
| 1922    | 1928         | Henri Cherpin                                                     | Bloc républicain et socialiste (DVG)   | |
| 1928    | 1939 (décès) | Maurice Verchère de Borchamp (1874-1939)                          | Républicain indépendant (Conservateur) | Maire de Perreux (1925-1939) |
| 1939    | 1940         | Fernand Girault                                                   | Républicain indépendant                | Directeur de scierie Député (1936-1942) Nommé conseiller départemental en 1943                                                          |
|         |              |                                                                   |                                        | |
| 1945    | 1949         | Charles Gallet                                                    | UDSR                                   | Psychotechnicien Maire du Coteau |
| 1949    | 1955         | Henry Monroë dit Roë (1893-1981)                                  | MRP                                    | Colonel d'artillerie, propriétaire du château de Perreux, Président de l'enseignement catholique de la Drôme                            |
| 1955    | 1975 (décès) | Charles Gallet                                                    | UDSR puis Centriste                    | Maire du Coteau (1952-1975) |
| 1975    | 1992         | Lucien Burdin                                                     | UDR puis RPR                           | Maire du Coteau (1975-1989) |
| 1992    | 2011         | Jean-Baptiste Giraud                                              | DVD                                    | Vice-président du Conseil général Ancien maire de Perreux                                                                               |
| 2011    | 2015         | Fabienne Stalars                                                  | PS                                     | Ostéopathe Adjointe au maire de Perreux                                                                                                 |

## Composition
Le canton de Perreux regroupait 9 communes et comptait 16 588 habitants (population légale de 2008 sans doubles comptes).
| Communes                 | Population (2012) | Code postal | Code Insee |
| ------------------------ | ----------------- | ----------- | ---------- |
| Combre                   | 283               | 42840       | 42068      |
| Commelle-Vernay          | 2 849             | 42120       | 42069      |
| Le Coteau                | 7 065             | 42120       | 42071      |
| Coutouvre                | 1 107             | 42460       | 42074      |
| Montagny                 | 1 105             | 42840       | 42145      |
| Notre-Dame-de-Boisset    | 527               | 42120       | 42161      |
| Parigny                  | 545               | 42120       | 42166      |
| Perreux                  | 2 167             | 42120       | 42170      |
| Saint-Vincent-de-Boisset | 877               | 42120       | 42294      |

## Démographie
| 1962   | 1968   | 1975   | 1982   | 1990   | 1999   | 2009 |
| ------ | ------ | ------ | ------ | ------ | ------ | ---- |
| 12 080 | 13 528 | 15 160 | 16 592 | 16 487 | 16 555 | -    |